# Новый Янзигит
Новый Янзигит (баш. Яңы Йәнйегет) — деревня в Краснокамском районе Республики Башкортостан Российской Федерации. Административный центр Новоянзигитовского сельсовета.

## География

### Географическое положение
Расстояние до:
- районного центра (Николо-Берёзовка): 49 км,
- ближайшей ж/д станции (Нефтекамск): 42 км.

## История
Село было основано между 1873 и 1896 годами башкирами деревни Янзигит (Староянзигитово) Гарейской волости Бирского уезда Оренбургской губернии на собственных вотчинных землях.

## Население
| 2002 | 2009 | 2010 |
| ---- | ---- | ---- |
| 645  | ↘326 | ↘316 |

Национальный состав
Согласно переписи 2002 года, преобладающие национальности —  башкиры (68 %), татары (28 %).

## Религия
В деревне строится мечеть.